# 김동운 (1892년)
김동운(金東運, 1892년 ~ ?)은 일제강점기의 지방행정 관료이다.

## 생애
출신지는 현재의 자강도 지역인 평안북도 초산군이다. 20대 초반인 1912년에 평안북도 위원군 군청에서 근무를 시작하여 조선총독부 관리가 되었다.
1913년에 일시 퇴관하였다가 이듬해부터 고향인 초산군에서 근무했다. 이 해에 판임문관시험에 합격한 뒤 견습부터 판임관 견습부터 시작하여 오랫동안 근속했다. 군서기, 한국어 강사와 후창군의 후창간이관측소 주임 등을 지냈다.
1932년에 평북 벽동군 군수로 발령받았다. 벽동군수로 근무하던 1935년에 총독부가 편찬한 《조선공로자명감》에 조선인 공로자 353명 중 한 명으로 수록되어 있다. 이 책자에 실린 인물평에 "독자적으로 진보하는 사람"이라는 평가가 남아 있다.
1933년에 고등관 7등에 오르는 등 1935년을 기준으로 종7위에 서위되어 있었고 총독부가 시정25주년기념 표창자로 선정해 표창하기도 했다.
2008년 공개된 민족문제연구소의 친일인명사전 수록예정자 명단 가운데 관료 부문에 포함되었다.

## 참고자료
- 김동운(金東運) - 국사편찬위원회